# Herbert Haas (Politiker, 1934)
Herbert Haas (* 1934 in Randersacker; † 2011) war ein deutscher Architekt, Kreisheimatpfleger, Autor und Politiker (ÖDP).

## Leben und Wirken
Haas engagierte sich sehr stark für Landschaft, Denkmalpflege und Heimatkultur. Er bot Führungen durch den Altort von Randersacker, zum Museumsweinberg „Altfränkischer Wengert“ und zum historischen Steinbruch in Lindelbach an. Im Sommer führte er Kinder im Rahmen des Randersackerer Ferienprogramms durch die Gemeinde (Motto: „Kennst Dich aus in Rantzacker“). Er initiierte die „Orts- und landschaftskundlichen Spaziergänge“ seiner Partei vor Ort. Haas trat für den Erhalt des Maintals ein und engagierte sich bei den Gegnern des Ausbaus des Main. Unter anderem war er mit Dia-Vorträgen unter dem Titel „Unsere Lebensader Main“ und "Gestaltungsprobleme in Dorf und Kleinstadt" unterwegs. 2003 wurde er zum Kreisheimatpfleger bestellt.
Haas war vor seinem Engagement bei der ÖDP in verschiedenen parteifreien Bürgerinitiativen, unter anderem im Aktionskreis Maintal und in der UWG, aktiv. Von 1984 bis 2003 war er Umwelt- und Naturschutzbeauftragter des Marktes Randersacker.
Haas hielt Vorträge in der ganzen Bundesrepublik, organisierte Ausstellungen und schrieb Veröffentlichungen. Er regte die Herausgabe der Schrift „Natursteinmauern in Dorf und Flur“ an und hat inhaltlich und konzeptionell wesentlichen Anteil an dieser Schrift genommen, die auch ins Französische übersetzt wurde. Die Direktion für Ländliche Entwicklung stellt die hier gewonnenen Erkenntnisse auch in einer Wanderausstellung über Natursteinmauerwerk der Öffentlichkeit zur Verfügung.
1996 wurde er bei der Marktgemeinderatswahl vom letzten Listenplatz in das Gremium gewählt, 2002 erfolgte die Wiederwahl. 2003 schied er dort aus. Im Jahr 2007 kam er als Nachrücker in den Kreistag des Landkreises Würzburg, 2008 wurde er in den Kreistag gewählt.

## Schriften
- Randsacker it der schöensta Ort. Randersacker 1981. 2. Auflage 1993.
- Der Pfülben nach seiner Deformation. Abschied von einer fränkischen Weinkulturlandschaft. Randersacker 1985.
- Das alte Randersacker und die löbliche Gemeinde Lindelbach. Randersacker 1987.
- Ein Turmbau in Randersacker. Randersacker 1989.
- mit Peter Schubert: Natursteinmauern in Wein- und Steinfranken. Anregungen zum Bessermachen. Randersacker 1993.
- Erlabrunn und sein Volkenberg. In: Reineldis Roth: Gebrochene Schwingen. Erlabrunn 1995, S. 63–65.
- mit W. Haub: Die sechziger Jahre und das mainfränkische Dorf. VSG, Würzburg 1997.
- Der Altfränkische Weinberg, ein Lebensraum der besonderen Art. In: 100 Jahre Weinbauverein Randersacker. Randersacker 1999, S. 41–44.
- Der Homburger Kallmuth, ein exzellentes Aushängeschild mainfränkischer Weinkultur. Weinschatzkammer, Geologische Besonderheit, Klimakuriosum, Naturschutzgebiet, Baudenkmal. In: Frankenland. 53. Würzburg 2001, S. 460–467.
- Der Turm der Pfarrkirche St. Stephan in Randersacker. Randersacker 2001. Neuausgabe 2009.
- Steehawer, Steinbrüche und Werkplätze in Mainfranken. In: Frankenland. 54. Würzburg 2002, S. 325–336.
- Der Sonnenstuhlturm, seine braune Vergangenheit und wechselvolle Geschichte. Randersacker 2003.
- mit Gerald Greifenstein (Hrsg.): La pierre naturelle – elément de patrimoine et de modernité. DLE, Würzburg 2003.
- Mittelalterlicher Weinbau in der „villa Randersacker“ und dem südlichen Maindreieck. Königshausen und Neumann, Würzburg 2005, ISBN 3-8260-3169-5.
- Kriegsweihnacht bei Mutter Courage. In: Eva Buchen, Eva-Maria Keß (Hrsg.): Würzburger Weihnachtsgeschichten. Bovis, Ippesheim 2007, ISBN 978-3-9810395-2-8, S. 6–9.
- Die Abenteuer von Monika Apollonia und Maria Anna. In: Eva Buchen, Eva-Maria Schorno (Hrsg.): Liebe am Main. Bovis, Ippesheim 2008, ISBN 978-3-9810395-5-9, S. 107ff.

## Auszeichnungen
- 1995: Frankenwürfel
- 2003: Bundesverdienstkreuz am Bande[2]
- 2003: Silberne Schwalbe der ÖDP[2]
- 2006: Verdienstmedaille des Marktes Randersacker[3]
- 2008: Bürgermedaille der Stadt Röttingen[4]